# Sinocrossocheilus longibulla
Sinocrossocheilus longibulla és una espècie de peix cipriniforme de la família dels ciprínids.

## Morfologia
Els mascles poden assolir els 10,4 cm de longitud total.

## Distribució geogràfica
Es troba a Guizhou (Xina).